# Городилово (Дзержинский район)
Городи́лово (бел. Гарадзілава)— деревня в составе Негорельского сельсовета Дзержинского района Минской области Беларуси. Деревня расположена в 24 километрах от Дзержинска, 45 километрах от Минска и 15 километрах от железнодорожной станции Негорелое.

## История
В послевоенные годы, деревня входила в состав колхоза «Россия», в 1988 году тут проживал 41 человек. По состоянию на 2009 год, деревня в составе филиала «Логовищенский».

## Население
| 41 | ↘ 29 | ↘ 18 | ↘ 15 | ↘ 14 | ↘ 12 | → 12 | ↘ 9 |